# Endogenne zaburzenia psychiczne
Endogenne zaburzenia psychiczne – grupa zaburzeń psychicznych uwarunkowanych czynnikami genetycznymi i/lub psychospołecznymi.
Wśród endogennych zaburzeń psychicznych wyróżniamy schizofrenię, stany urojeniowe, choroby afektywne.